# Kapa (couvre-chef)
Le kapa ou cappa est un couvre-chef traditionnel de plusieurs régions méditerranéennes, notamment d'Italie et des Balkans, principalement porté par les hommes.

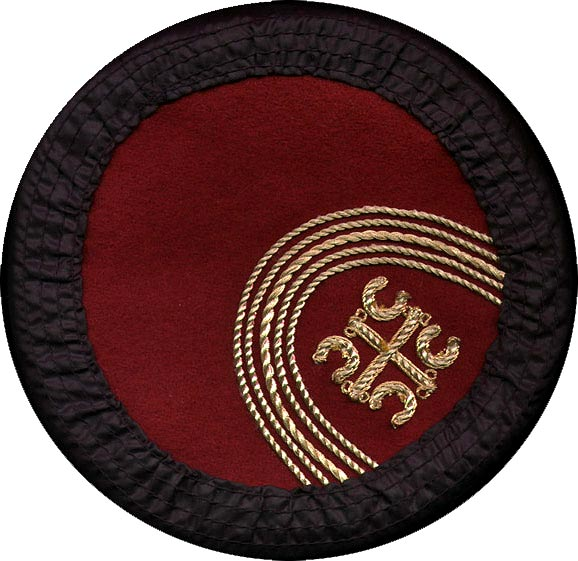
Un kapa du Monténégro.

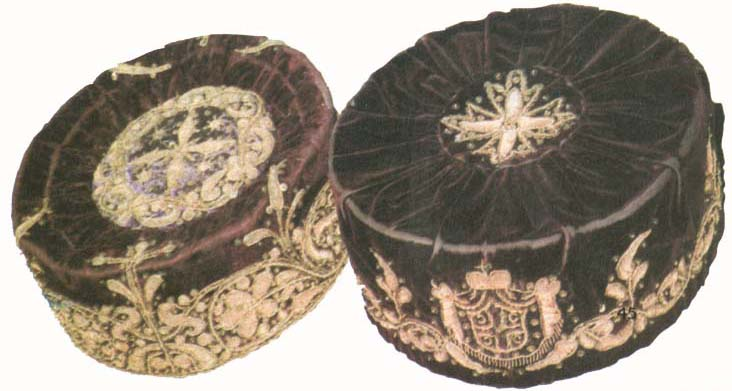
Les kapa royaux du Monténégro, faisant office de couronnes du roi et de la reine de ce pays.

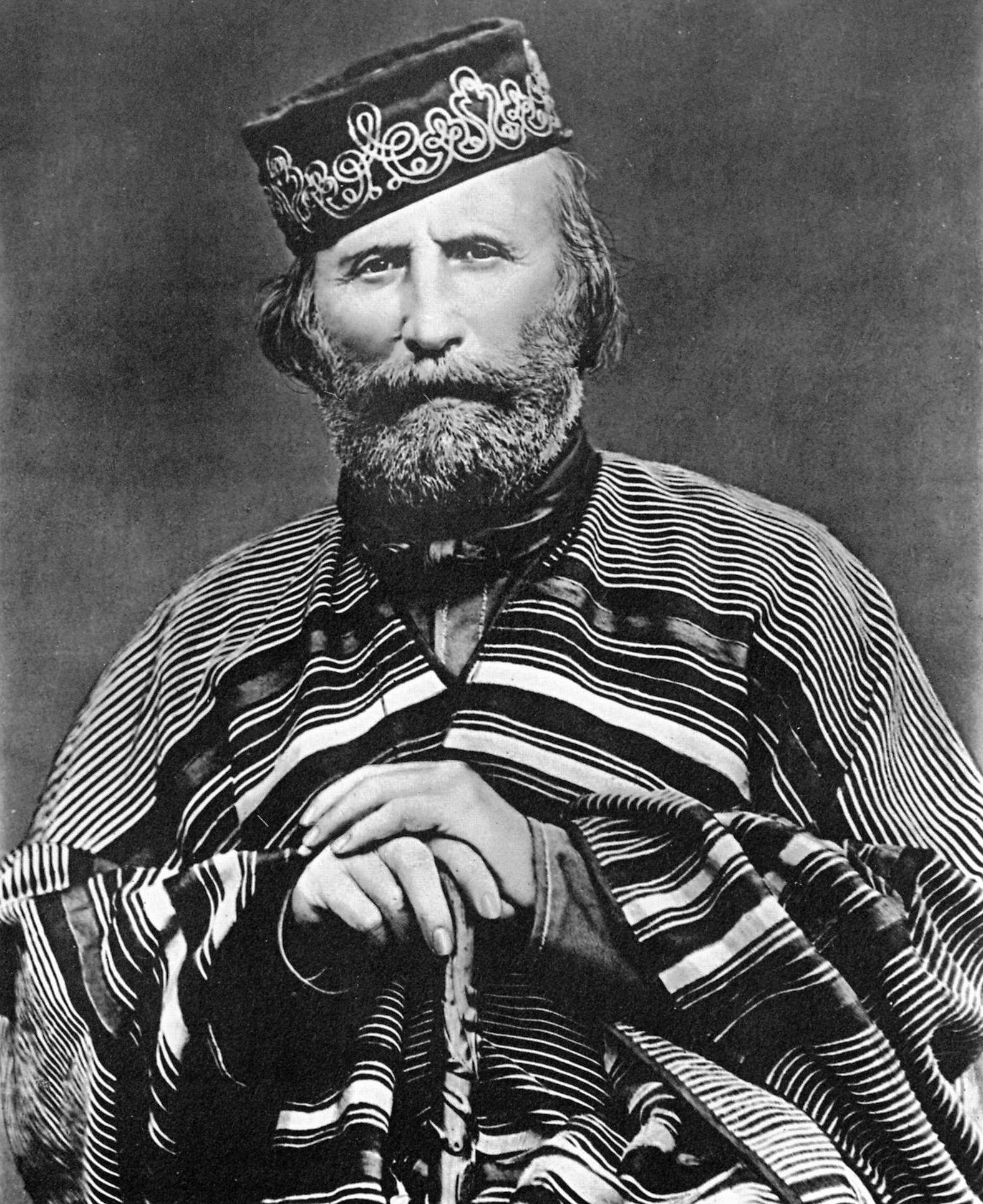
Giuseppe Garibaldi coiffé d'une cappa.

## Description
Le kapa ou cappa est un chapeau rond en coton brodé, en forme cylindrique, plat, généralement de couleur lie-de-vin, noire ou blanche, pouvant être orné de divers motifs sur le pourtour et le dessus.

## Fabrication
Pendant le XIXe siècle, ils étaient manufacturés et portés quotidiennement. Aujourd'hui arborés seulement dans les occasions festives, ils sont désormais fabriqués en usine.

## Étymologie
Diverses étymologies ont été proposées : du latin caput « tête » en Italie et chez les valaques, ou du turc kapak : « couvre-chef, couvercle », dans les Balkans.

## Origine
Dans l'Empire ottoman, les hommes sujets du Sultan, devaient porter un fez marquant leur allégeance, qu'ils fussent musulmans, juifs ou bien chrétiens (hérités de l'Empire byzantin et des autres royaumes orthodoxes conquis par les Turcs, et regroupés au sein de la « nation » des Roumis). À partir de là, les couvre-chefs se diversifièrent en kapas, pharéas (φάρεα) et autres chapeaux traditionnels des Balkans, différents du fez initial, plus plats et finalement devenus, au XIXe siècle, symboliques de la lutte des peuples pour leur émancipation face aux Empires qui les opprimaient, et c'est sous cette forme qu'il fut adopté par les carbonari italiens.

## Sources
- Gábor Ágoston et Bruce Masters, « Millet » in Encyclopedia of the Ottoman Empire, ed. Holmes & Meier, 1982, 383–4.
- (en) Benjamin Braude et Bernard Lewis, Christians and Jews in the Ottoman Empire 1, Holmes & Meier, New York, 1982  (ISBN 978-0841905191).
- Ivan Yastrebov, Стара Србија и Албанија (Anciennes Serbie et Albanie), éd. Sloujbeni, Belgrade, 2018, pp. 464 et 465.